# Ph.D. (groupe de musique)
 (septembre 2017).
Si vous disposez d'ouvrages ou d'articles de référence ou si vous connaissez des sites web de qualité traitant du thème abordé ici, merci de compléter l'article en donnant les références utiles à sa vérifiabilité et en les liant à la section « Notes et références ».
Ph.D. est un groupe de musique britannique, connu notamment pour son tube I Won't Let You Down, qui a atteint le UK Top 10 en avril 1982, bien que la chanson ait déjà connu un certain succès l'année précédente dans le reste de l'Europe[réf. nécessaire].
Le nom du groupe, Ph.D., réunit les initiales de ses trois membres fondateurs, à savoir Simon Phillips, Tony Hymas et Jim Diamond. Le nom est aussi un clin d'œil au titre correspondant au diplôme de docteur (Philosophiæ Doctor, abrégé en Ph.D.) au Royaume-Uni.

## Historique
Au début des années 1980, le chanteur Jim Diamond forme le groupe avec les anciens membres du Jeff Beck Group, Tony Hymas et Simon Phillips. Leur premier album éponyme Ph.D., sort en 1981. Leur plus grand succès, I Won't Let You Down, atteint la troisième place dans le UK Singles Chart en 1982, et la cinquième place en Australie. À la suite du succès de ce single, l'album a été ré-édité et entre finalement dans le UK Albums Chart.
Leur clip vidéo pour Little Suzi's on the Up est connu pour être le cinquième clip diffusé sur MTV lors de la journée inaugurale de la chaîne, le 1er août 1981. Ils sortent leur deuxième album, It Is Safe?, en 1983. Le premier single, I Didn't Know, n'a pas réussi à entrer dans le UK Top 40, mais il connaît un bel écho en Europe.
Quelque temps après, Jim Diamond contracte une hépatite. Empêché de tournée par sa maladie, le groupe se dissout. Diamond revient quelque temps plus tard en artiste solo et signe un single numéro un au Royaume-Uni en novembre 1984 avec I Should Have Known Better. Diamond et Hymas reforment le groupe en tant que duo, en 2006.
La reprise de Little Suzi's on the Up par le groupe de hard rock Tesla, fut un hit aux États-Unis en 1986.
Tony Hymas apparaît sur l'album éponyme de Jim Diamond, daté de 1988.
Jim Diamond a confirmé que les deux albums studio peuvent intégrer la bibliothèque iTunes. Les rééditions des deux premiers albums ont été publiés par Voiceprint Records. Ce même label a également publié Three le 2 février 2009.
Jim Diamond meurt le 8 octobre 2015, entraînant de facto la dissolution du groupe.

## Membres du groupe
- Jim Diamond : chant (1981–1983, 2006–2015 )
- Tony Hymas : claviers (1981–1983, 2006–2015)
- Simon Phillips : batterie (1981–1983)

## Discographie

### Albums
| Année | Album       | UK Albums Chart |
| ----- | ----------- | --------------- |
| 1981  | Ph.D.       | 33              |
| 1983  | Is It Safe? | -               |
| 2009  | Three       | -               |

### Singles
| Année | Chanson                 | UK Singles Chart | Album       |
| ----- | ----------------------- | ---------------- | ----------- |
| 1981  | Little Suzi's on the Up | -                | Ph.D.       |
| 1982  | I Won't Let You Down    | 3                | Ph.D.       |
| 1982  | There's No Answer to It | -                | Ph.D.       |
| 1983  | I Didn't Know           | -                | Is it Safe? |
| 1983  | Fifth of May            | -                | Is it Safe? |
| 2009  | Drive Time              | -                | Three       |